# حدوة الحصان الصخرية
حدوة الحصان الصخرية (باللاتينية: Hippocrepis rupestris) نوع نباتي يتبع جنس حدوة الحصان من الفصيلة البقولية.

## الموئل والانتشار
ينتشر هذا النوع في جنوب إسبانيا.